# Santo Domingo
Santo Domingo, službenog naziva Santo Domingo de Guzmán, je luka, distrikt (Distrito Nacional, skr. D. N.) i glavni grad Dominikanske Republike. Nalazi se na južnoj obali otoka Hispaniola, uz ušće rijeke Ozama, i po broju stanovnika najmnogoljudniji je grad na Karibima.
Ovaj je grad najstarije naselje Europljana u Americi. Osnovao ga je Bartolomeo, brat Kristofora Kolumba (1496.) na desnoj strani ušća rijeke Ozama. God. 1990., staro sjedište grada, kolokvijalno poznato kao Zona Colonial ("Kolonijalna zona") je upisano na UNESCO-ov popis mjesta svjetske baštine u Sjevernoj Americi 1990. godine kao "prvi grad u Amerikama s najstarijom katedralom, bolnicom, carinarnicom i sveučilištem, a koji je izgrađen u mrežastom planu ulica koji će postati uzorom gotovo svih kolonijalnih gradova Novog svijeta".
Sveučilište je osnovano još 1558. godine, a u gradu se nalazi i međunarodna zračna luka. 

## Zemljopis
Santo Domingo se nalazi na jugu otoka Hispaniole (koji je podijeljen između Dominikanske Republike i Haitija), na estuariju (širokom ušću) rijeke Ozame. Široko ušće je od mora odvojeno kopnenom prevlakom i stvara dobru prirodnu luku. Ozama je najvažnija dominikanska rijeka. Reljef je relativno ravan, ali na području grada postoji nekoliko brežuljaka.
Klima je tropska s malim godišnjim kolebanjima temperature (27-300 C). Ljeti ima mnogo više padalina i česti su uragani.

## Povijest
Prije dolaska Europljana je na otoku Hispanioli živjelo indijansko pleme Taíno na čijem jeziku se otok zove Quisqueya (majka svih zemalja) ili Ayiti (zemlja visokih planina). Santo Domingo je prvi europski grad na američkom kontinentu. Osnovao ga je Bartolomeo Kolumbo, brat Kristofora Kolumba, 1496. godine (naselje je osnovano 1496., a grad službeno postoji od 1498). Grad je u početku nazvan La Isabela, prema španjolskoj kraljici Izabeli I., a kasnije se naziva Santo Domingo.
God. 1502., grad je razorio uragan. Guverner Nicolás de Ovando je sagradio novi grad na drugom mjestu. Od tog grada postoje sačuvane mnoge kolonijalne zgrade i dio obrambenog zida koji su na listi svjetske baštine UNESCO-a. Santo Domingo je u to doba glavna španjolska baza za istraživanje i osvajanje Srednje Amerike. 1586. je engleski gusar Francis Drake napao Hispaniolu na kojoj su Španjolci napustili sva naselja osim Santo Dominga. 1655. su Englezi ponovo napali Santo Domingo, ali je grad obranjen.
1795. je Santo Domingo pripao francuskoj koloniji Haiti gdje je 1801. došlo do pobune robova i stvaranja nezavisnog Haitija. Grad je vraćen Španjolskoj 1809. Od 1821. je glavni grad nezavisne države nazvane Španjolski Haiti (Haití Español) koja je kasnije ujedinjena s Haitijem u jedinstvenu republiku koja je obuhvaćala cijeli otok. 1844. se istočni španjolski dio otoka pobunio pod vodstvom Juana Pabla Duartea. Španjolci su se na otok vratili 1861., a od 1865. postoji nezavisna Dominikanska Republika i Santo Domingo je njezin glavni grad.
U Dominikanskog Republici je u narednom razdoblju bilo mnogo nereda i državnih udara koji su se svi događali u Santo Domingu. Između 1916. i 1924. je grad pod okupacijom SAD-a. 1830. je grad pogodio uragan San Zenón. Nakon što je obnovljen, grad se nazvao Ciudad Trujillo prema tadašnjem diktatoru Rafaelu Trujillu. Nakon njegovog svrgavanja 1961. se grad ponovo zove Santo Domingo.

## Znamenitosti
U staroj jezgri grada postoji mnogo sačuvanih kolonijalnih građevina iz ranog razdoblja, te je ona upisana na listu svjetske baštine UNESCO-a. Najvažnija je katedrala Santa María la Menor koja je najstarija katedrala u Americi. Mnogi povjesničari vjeruju da je u njoj pokopan Kristofor Kolumbo, iako za to nema čvrstih dokaza. Značajna je građevina dvorac Alcázar de Colón koju je sagradio Diego Colón, sin Kristofora Kolumba koji je bio guverner Hispaniole (najstariji američki dvorac i kasnije sjedište španjolskog potkralja). Tu se nalazi i bivša palača generalnog guvernera u kojoj je danas muzej Museo de las Casas Reales. Utvrda Ozama je najstarija američka utvrda.  Monasterio de San Francisco (Samostan sv. Franje) je prvi američki samostan.
Značajne su građevine i Nacionalna palača koja je sjedište vlasti Dominikanske Republike, te Palača kulture, dok je Kolumbov svjetionik (Faro a Colon) zgrada-spomenik podignuta u čast Kolumba. Grad ima mnogo muzeja i kazališta, te drugih kolonijalnih građevina.

## Gospodarstvo
Santo Domingo je centar gospodarskih djelatnosti Dominikanske Republike. U njemu imaju podružnice mnoga međunarodna poduzeća. Postoji poslovni i financijski centar s brojnim bankama. U predgrađima su naselja siromašnog stanovništva, te u gradu postoje velike socijalne razlike.
Grad je privredno središte s metalurgijom, tekstilnom, kemijskom, drvnom i prehrambenom industrijom. 

## Gradovi prijatelji
Grad Santo Domingo je zbratimljen sa sljedećim gradovima:
| - Bern, Švicarska - Bogotá, Kolumbija - Buenos Aires, Argentina - Caracas, Venezuela - Curitiba, Brazil - Guadalajara, Meksiko - Haifa, Izrael | - Havana, Kuba - Izmir, Turska - La Muela, Španjolska - London, Ujedinjeno Kraljevstvo - Madrid, Španjolska - Manaus, Brazil - Pariz, Francuska | - Pontevedra, Španjolska - Providence, SAD - Quito, Ekvador - Santa Cruz de Tenerife, Španjolska - Sarasota, SAD - Taipei, Tajvan - Toronto, Kanada |

## Poznate osobe
- David Ortiz, igrač baseballa
- Manny Ramirez, igrač baseballa

## Vanjske poveznice
- Galerija fotografija  Arhivirana inačica izvorne stranice od 5. veljače 2012. (Wayback Machine)
- Santo Domingo na Dominican Explorer (engl.)